# Medalha de Ouro EMBO
Medalha de Ouro EMBO (em inglês:  EMBO Gold Medal) é um prêmio anual da Organização Europeia de Biologia Molecular (European Molecular Biology Organization - EMBO) dada a jovens cientistas por contribuições de destaque em ciências da vida na Europa. Os laureados recebem uma medalha e € 10.000, e são convidados para receber o prêmio e apresentar suas pesquisas no encontro anual EMBO Meeting e a escrever uma publicação sobre seu trabalho para o The EMBO Journal. Os medalhistas podem ser nomeados somente por membros da EMBO.

## Medalhistas
- 1986 John Tooze,  Alemanha
- 1987 Barbara Pearse,  Reino Unido
- 1988 Antonio Lanzavecchia,  Itália[3]
- 1989 Hugh Pelham,  Reino Unido
- 1990 Erwin Wagner,  Áustria[4]
- 1991 Patrick Stragier,  França[5]
- 1992 Carl-Henrik Heldin,  Suécia
- 1993 Jim Smith,  Reino Unido
- 1994 Paolo Sassone-Corsi,  Itália
- 1995 Richard Treisman,  Reino Unido
- 1996 Enrico Coen,  Reino Unido
- 1997 Dirk Görlich,  Alemanha[6]
- 1998 Adriano Aguzzi,  Itália[7]
- 1999 Konrad Basler,  Suíça [8]
- 2000 Christof Niehrs,  Alemanha[9] e Daniel St Johnston,  Reino Unido[10]
- 2001 Matthew Freeman,  Reino Unido[11]
- 2002 Amanda Fisher,  Reino Unido
- 2003 Anthony Hyman,  Alemanha[12]
- 2004 María Blasco,  Espanha[13]
- 2005 Dario Alessi,  Reino Unido
- 2006 Frank Uhlmann,  Reino Unido[14]
- 2007 Jan Löwe,  Reino Unido
- 2008 James Briscoe,  Reino Unido[15][16]
- 2009 Olivier Voinnet,  França (cancelada em janeiro de 2016)[17][18]
- 2010 Jason W. Chin,  Reino Unido[19][20]
- 2011 Simon Boulton,  Reino Unido
- 2012 Jiří Friml,  Bélgica[21]
- 2013 Thijn Brummelkamp,  Países Baixos[22]
- 2014 Sophie G. Martin,[23]  Suíça [24]
- 2015 Sarah Teichmann,  Reino Unido, e Ido Amit,  Israel[25]
- 2016 Richard Benton,[26]  Suíça , e Ben Lehner,  Espanha[27]
- 2017 Maya Schuldiner,  Israel[28]
- 2018 Marek Basler,  Suíça , e Melina Schuh,  Alemanha[29]
- 2019 M. Madan Babu,  Reino Unido, e Paola Picotti,  Suíça [30]